# Cry Me a River (canción de Justin Timberlake)
«Cry Me a River» es una canción interpretada por el cantante estadounidense Justin Timberlake, incluida en su primer álbum de estudio como solista, Justified (2002). Fue compuesta por el cantante, Scott Storch y Timbaland, mientras que este último se encargó de la producción; el cantante se inspiró en la relación amorosa que mantuvo con Britney Spears, que finalizó en 2002.
Recibió comentarios de la crítica generalmente positivos, quienes elogiaron ante todo la musicalidad y el motivo principal del tema, así como que el tema es un punto importante del álbum. 
En el aspecto comercial, obtuvo resultados positivos en el mundo. En los Estados Unidos, alcanzó la tercera posición de las listas de Billboard Hot 100, Pop Songs y Radio Songs, y llegó a los diez primeros puestos en Australia, Bélgica, Francia, Irlanda, Noruega, los Países Bajos, el Reino Unido y Suecia. Además, recibió certificaciones de oro y plata, otorgadas por la Australian Recording Industry Association (ARIA) y la Syndicat National de l'Édition Phonographique (SNEP), respectivamente. Para promocionar el sencillo, se realizó un vídeo musical dirigido por Francis Lawrence, al igual que Timberlake interpretó «Cry Me a River» en las giras musicales Justified World Tour (2003-04), Justified and Stripped Tour (2003), FutureSex/LoveShow (2007), Legends of the Summer Stadium Tour (2013) y The 20/20 Experience World Tour (2013-14). Desde su lanzamiento, numerosos artistas versionaron la canción, como la banda de metal alternativo Lostprophets y las cantantes Taylor Swift, Kelly Clarkson, Leona Lewis y Rosalía, entre muchos otros.
El sencillo ganó un premio Grammy en el 2004, en la categoría de mejor interpretación vocal pop masculina.

## Antecedentes y producción
| «Todos saben exactamente en qué estoy pensando. Es todo lo que diré al respecto. Las canciones se originan en ideas y sentimientos. No necesariamente tienen que ser algo que le haya ocurrido a uno específicamente; en ocasiones son... Sé lo que todos van a pensar cuando escuchen esa canción. Sé por qué la escribí. Eso es todo lo que puedo decir». —Timberlake hablando sobre «Cry Me a River». |

Justin Timberlake, Scott Storch y Timbaland compusieron «Cry Me a River», pero solo este último se encargó de la producción.  Los periodistas afirmaron que la letra estaba inspirada en la relación romántica que el cantante mantuvo con Britney Spears, la cual terminó en 2002. Al respecto, comentó en una entrevista con MTV: «No voy a decir específicamente si alguna canción es sobre alguien. Diré que componer un par de temas en el disco me ayudó a lidiar con un par de cosas. Para mí, las canciones son canciones. Pueden originarse en las cosas que te pasaron completamente a ti en lo personal o pueden originarse de las ideas que crees que pudieron pasarte». No obstante, en diciembre de 2011 el intérprete admitió a The Huffington Post que había compuesto «Cry Me a River» después de una discusión que tuvo con Spears: «Estaba en una llamada telefónica que no era la más agradable. Entré en el estudio y él [Timbaland] notaba que estaba visiblemente enojado». Por su parte, Timbaland recalcó: «Yo le decía: "Hombre, no te preocupes" y él estaba como "No puedo creer que me haya hecho eso. Fuiste mi sol, mi tierra"».
«Cry Me a River» fue grabada en los estudios Westlake Recording en Los Ángeles, California, por Senator Jimmy D., y Carlos «Storm» Martínez se desempeñó como el ingeniero. Jimmy Douglass y Timbaland mezclaron la canción en los estudios Manhattan Center de Nueva York y Timberlake arregló las voces. Además, ayudó en los coros junto con Timbaland, Marsha Ambrosius, Tyrone Tribbett y Greater Anointing. Storch comparó la voz del cantante con la de Daryl Hall. En cuanto a la instrumentación, Larry Gold se encargó del arreglo de cuerdas y la dirección de orquesta, mientras que Storch y Bill Pettaway tocaron el clavinet y la guitarra, respectivamente. «Cry Me a River» se incluyó en el primer álbum solista del cantante, Justified, como la quinta canción. Posteriormente, figuró en el EP Justin & Christina (2003), en colaboración con la cantante Christina Aguilera, y en el álbum de remezclas 12" Masters – The Essential Mixes (2010).

## Lanzamiento y respuesta

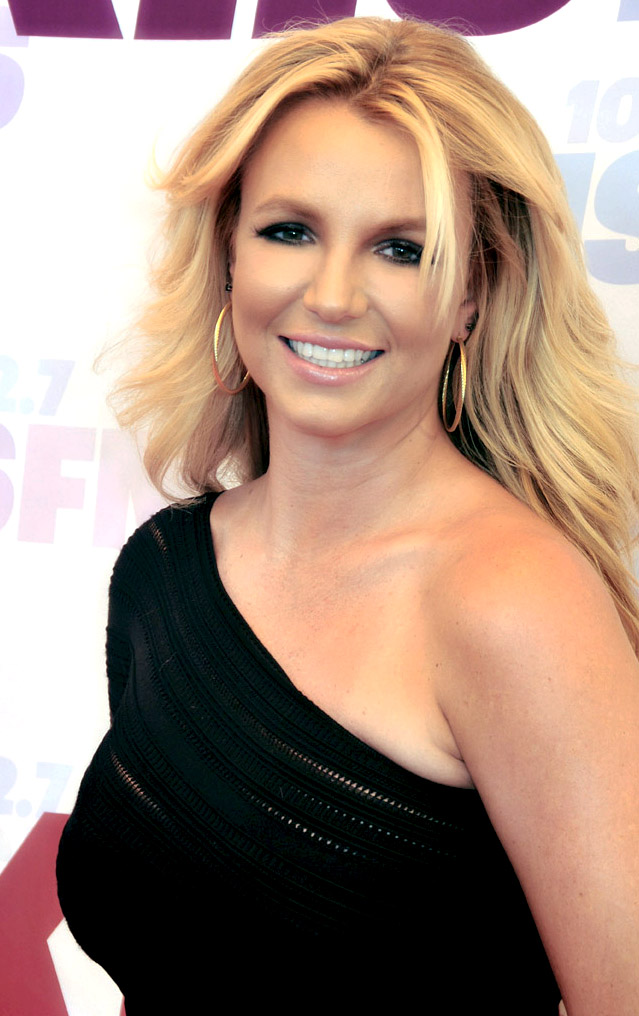
Timberlake admitió en diciembre de 2011 que se inspiró para componer «Cry Me a River» luego de su ruptura con la cantante estadounidense Britney Spears (en la imagen).

«Cry Me a River» fue publicado como el segundo sencillo de Justified; Jive Records la envió a las radios contemporáneas y rítmicas de los Estados Unidos el 25 de noviembre de 2002. El 23 de diciembre, se lanzaron tres remezclas como sencillo de doce pulgadas en Francia y Canadá. El 5 de enero de 2003, se puso a la venta en formato de radio urban para EE.UU. Días después, estuvo disponible como sencillo en CD en Alemania, en el que contiene la versión del álbum y las remezclas de la versión de doce pulgadas. Además, se lanzó un sencillo en CD que incluía la mezcla de Johny Fiasco y dos adicionales de «Like I Love You», el 3 y 6 de febrero de 2003 en el Reino Unido y Canadá, respectivamente. En los Estados Unidos, el tema se publicó como sencillo en CD el 18 de febrero; cuenta con la versión del álbum de la canción, la versión instrumental más cuatro remezclas. El artista expresó a la revista Rolling Stone que se sentía satisfecho por sus dos primeros sencillos, así como su álbum.
Después de su lanzamiento, la prensa especuló que Britney Spears había compuesto una canción como respuesta a «Cry Me a River», algo que negó y explicó: «Sabes, es gracioso. Leí que escribí esta canción y escribí esas letras y ese no es mi estilo. Yo nunca haría eso». Sin embargo Annet Artani, quien coescribió el tema «Everytime» de Spears, declaró que dicho sencillo sí fue escrito como respuesta a «Cry Me a River». En el año 2003, cuando se le preguntó a Spears durante una entrevista con Diane Sawyer para Primetime si su canción iba dedicada a Timberlake o no, Spears respondió: «Voy a dejar que la canción hable por sí misma».

## Composición

### Estructura musical

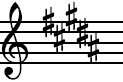
«Cry Me a River» está compuesta en la tonalidad de si mayor.

«Cry Me a River» pertenece a los géneros de funk y rhythm and blues, con una instrumentación musical que cuenta con clavinet, guitarra, beatboxing y sintetizadores. El tema está inspirado entre otros, en riffs árabes y cantos gregorianos. Los instrumentos están organizados en lo que los críticos describieron como una melodía elegante y misteriosa. Jane Stevenson, de Jam!, dijo que el tema combina la música góspel y la ópera. Por su parte, Tyler Martin, de la revista en línea Stylus, disfrutó de la forma en que «la canción no convencional mezcla una gama de sonidos experimentales». De acuerdo con Martin, la ola synth afecta a los verdaderos hilos para crear una disonancia inusual. El estribillo de la canción se convierte en una lectura coral en la que Timberlake se declara sobre el grupo; finaliza con una muestra vocal de Timbaland.
«Cry Me a River» se establece en el compás de 4/4, con un tempo de 74 pulsaciones por minuto. Está compuesta en la tonalidad de si mayor y el registro vocal de Timberlake se extiende desde la nota do♯4 a si5. Los críticos de Billboard la llamaron una canción agridulce. David Browne, de Entertainment Weekly, lo calificó como «un embrujo, un adiós dolido». La revista Teen Ink hizo una en la que comparan muchos de los temas del álbum (incluyendo esta) con canciones de Michael Jackson; además indicó que la letra de la canción «deja salir sus sentimientos sobre su ruptura con Britney Spears». El sitio web Entertain Your Brain! comentó que «Hay un par de canciones en el álbum que suenan original. "Cry Me a River", la mejor de las canciones con sonido original, comienza con algo que suena como ópera y se sumerge en un groove/ritmo lento, pero genial» La página web jenesaispop.com, describe a «Rock Your Body» y «Cry Me a River», como «dos temazos para enmarcar».

### Contenido lírico
La letra de la canción trata sobre un hombre que se mueve en el corazón roto de su pasado. Un revisor de la revista Rolling Stone llamó a la canción una «ruptura aria». De acuerdo con Caroline Sullivan de The Guardian, «Cry Me a River» agrada por su «sentido de creación lenta del drama», que destaca a Timberlake en su «mejor husky». La canción comienza con la frase: «You were my sun, you were my earth» —en español: «Tú eras mi sol, eras mi tierra»— que de acuerdo con Timbaland fue la inspiración de Timberlake para escribir la canción. Tanya L. Edwards de MTV News observó que Timberlake fue agraviado y dicho esto se demuestra por la letra: «You don't have to say whatcha did / I already know, I found out from him / Now there's just no chance» —en español: «No tienes que decir lo que hiciste / ya lo sé, lo supe por él / Ahora simplemente no hay oportunidad».— El coro contiene las líneas: «Told me you loved me, why did you leave me all alone / Now you tell me you need me when you call me on the phone». —en español: «Me dijiste que me amabas, ¿por qué me dejaste solo? / Ahora me dices que me necesitas cuando me llamas por teléfono».— Sal Cinquemani de Slant Magazine llama al sencillo «What Goes Around... Comes Around», de Timberlake una secuela ostensible de «Cry Me a River», tanto lírica como musicalmente. Jason Lipshutz de Billboard señaló que, aparte de la presencia de «producción increíblemente desordenada» de Timbaland, la diferencia entre «Cry Me a River» y el sencillo de 2013 «Mirrors» es claro, «hace 10 años, Timberlake estaba roto, y ahora está completo». Peter Robinson de NME, dijo «esta epopeya trenzada es una, pequeña canción sucia ácida llena de rencor y venganza». Michael Craigg de The Guardian dijo que «Timberlake chirría sobre capas de la imposición de los cantos gregorianos».

## Recepción comercial

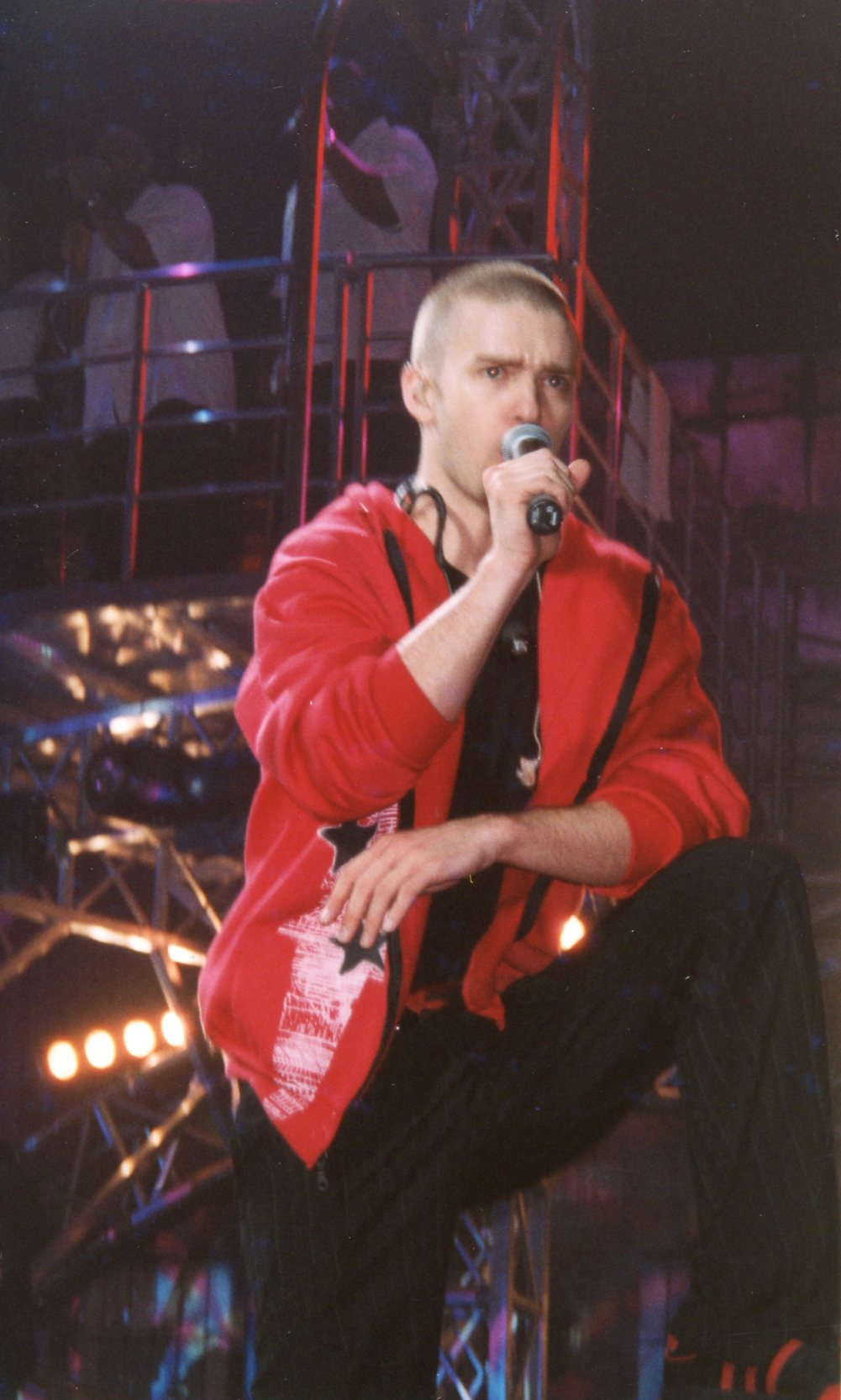
Timberlake durante uno de los conciertos de la gira Justified World Tour, donde «Cry Me a River» formó parte del repertorio.

Luego de su lanzamiento, «Cry Me a River» recibió una recepción comercial favorable en el mundo. En los Estados Unidos, ingresó en el puesto número 44 de la lista Billboard Hot 100, el 21 de diciembre de 2002, por lo que fue el mayor debut de la semana, con 29,6 millones de impresiones. El 1 de febrero de 2003, llegó a la tercera posición, lo que se convirtió en el primer sencillo solista de Timberlake en llegar a ese lugar. En el conteo Pop Songs, debutó en el número 37 en la edición del 14 de diciembre de 2002 y llegó a su posición más alta, en el tres. Mientras tanto, el 28 de diciembre, entró en el lugar 75 del Hot R&B/Hip-Hop Songs y, para el 8 de marzo de 2003, había llegado a la undécima posición de la lista. Por su parte, las remezclas de «Cry Me a River» ocuparon el puesto número dos de la Dance/Club Play Songs, lo que supuso el segundo top tres de Timberlake en esa lista, después de que la versión Deep Dish & Basement Jaxx Mixes de la canción «Like I Love You» llegase a la cima. Además, la versión Dirty Vegas, J. Fiasco, & B. Hamel Mixes del tema ocupó el cuarto lugar del conteo. A partir de agosto de 2003, las remezclas de la canción habían vendido más de 61 000 copias en los Estados Unidos. En las demás listas de Billboard, ocupó las posiciones tres, nueve y trece en Radio Songs, Rhythmic Songs y Hot R&B/Hip-Hop Airplay.
Tanto en Australia como en Nueva Zelanda, la canción obtuvo resultados favorables. En el primer país, debutó directamente en la segunda posición de la lista, el 9 de marzo de 2003, y permaneció 12 semanas en total. La Australian Recording Industry Association (ARIA) certificó a «Cry Me a River» con un disco de oro, tras haber vendido 35 000 copias en ese país. En Nueva Zelanda, apareció por primera vez el 9 de marzo en el puesto 44, y tres ediciones después, obtuvo su máxima posición, en el 11; estuvo en la lista por 11 semanas.
En los países europeos, el tema recibió un rendimiento favorable. En el Reino Unido, ingresó en el puesto número dos de la lista UK Singles Chart; la edición siguiente, se trasladó al tres antes de regresar nuevamente a la segunda posición. Permaneció en el conteo por 13 semanas y, a partir de junio de 2013, comercializó 330 000 copias. Llegó a los puestos cinco y siete de las regiones Valonia y Flandes de Bélgica, al seis en Francia, Irlanda y los Países Bajos, y al diez en Noruega y Suecia. En el resto de las naciones, alcanzó los veinte primeros puestos en Alemania, Dinamarca, Finlandia, Italia, Rumania y Suiza. Finalmente, llegó a la vigésima novena posición de la lista oficial de Austria. «Cry Me a River» recibió un disco de plata por parte de la Syndicat National de l'Édition Phonographique (SNEP), por haber vendido 125 000 unidades en el territorio francés.

## Recepción crítica
«Cry Me a River» recibió críticas generalmente positivas de los críticos. En una reseña del tema, B. Malkani de The Situation, expresó que «Justin muestra sus habilidades líricas en "Cry Me a River"» y también habla sobre la «infame relación que tuvo con Britney», también hace una comparación con Michael Jackson, y expresa «en muchos aspectos, por ejemplo, el tono alto de voz, los impresionantes rutinas de baile, siendo el primero el freno de distancia de un grupo de cinco y por no hablar de trabajo con los productores bien establecidos en su álbum debut». La página británica Uncut, en la revisión del álbum, expresó: «"Cry Me a River" emplea un estribillo seglar para magnificar los lamentos de Justin». Caroline Sullivan de The Guardian reseñó «"Cry Me a River" de Timbaland sobresale por su [...] sentido del drama, en el cual Timberlake destaca». Jane Stevenson de Jam! y Sal Cinquemani de Slant Magazine lo consideraron como una pista de «stand-out» de Justified. Stephen Thomas Erlewine de Allmusic selecciona la canción como un punto culminante en su revisión de Justified.
John Demetry de Gay Today, reseñó el álbum, así como el tema, donde expresó que «Cry Me a River», es «una canción sobre la infidelidad y la venganza en una relación, donde la coral masculina se une a la lluvia y a los ritmos, recordando el clásico de ruptura de Aaliyah, "I Refuse"». 
Denise Boyd de BBC Music consideró que la letra de la canción desempeñan un papel tan importante como la producción de Timbaland, a diferencia de otras canciones del álbum. Ben Ratliff de Rolling Stone también vio la producción del tema como excepcional. David Browne de Entertainment Weekly dio la conclusión de que la canción es una «auténtica maravilla» que debería dejar a sus compañeros de  'N Sync y que no los necesita más.
John Mitchell de MTV News llamó a «Cry Me a River» y «What Goes Around... Comes Around», «canciones de despedida», donde en la primera deja ver su venganza contra a Spears presente en toda la letra.
Jeremy Helgar y Lori Majewski de El Universal, coincidieron en que «La canción en ritmo moderado, Cry Me a River, que detalla las consecuencias de un romance tormentoso, ciertamente pareciera referirse a una ex en particular». 
Raziq Rauf de Drowned in Sound, expresó que «Él era un lacayo, en su mayoría en una boyband mediocre, pero de vez en cuando de alguna prostituta aspirante. No parece demasiado bueno ¿no? Pero está claro que era el que traía los beats del hip hop a las calles de su pequeño mundo».  Mariana Callejas, del portal web Terra de Chile, hace una síntesis de lo que era Justin Timberlake en su época de 'N Sync, donde lo consideraban un icono pop, hasta el tema que centra un nuevo aire en su carrera.
Las remezclas del tema hechas por B. Dolla y eSenTRIK & Scooter VIP, recibieroncríticas positivas, la primera: «B. Dolla nos dejó el coro de preparación para una intensa caída de sub-abrazo, con un poco de los Rolling Stones tirado en una buena medida». Para la segunda se pronunció que «eSenTRIK & Scooter convirtieron el remix de "Cry Me a River" en una obra maestra. Tenemos un equilibrio perfecto del veneno de Timberlake». Dichas remezclas fueron consideradas como las «mejores remezclas de canciones de Justin Timberlake». Estando en las posiciones novena y sexta, respectivamente.

### Reconocimientos
La revista Rolling Stone clasificó al tema en el número 20 en su lista de las «100 mejores canciones de la década de 2000», un columnista de la revista escribió que la verdadera inspiración detrás de la canción fue la formación del equipo Timberlake-Timbaland, «una pareja hecha en el cielo pop» En el 2012, la misma revista ubicó la canción en el puesto 484 de la lista de 500 mejores canciones de todos los tiempos. VH1, la ubicó el puesto 59 en su lista de las 100 mejores canciones de la década de 2000. Un conteo realizado por About.com, correspondiente a las 10 mejores canciones del cantante, el tema se ubicó en el segundo lugar, solo detrás de «My Love», entre tanto la revista Rolling Stone (España) escogió las «50 mejores canciones de la década», y se ubicó en la vigésima posición.  el sitio web Music Outfitters, en un recuento de las 100 mejores canciones del año 2003, escogió a dos temas de Timberlake, «Cry Me a River» y «Rock Your Body» en las posiciones 30 y 32 respectivamente. The Huffington Post, colocó en el quinto lugar al tema, entre 32 temas escuchados en el 2003. Entre las 100 mejores canciones de 2003, según la radio de Nueva York, WHTZ, la canción está en el número 15. Entre los 50 mejores sencillos del 2013, Pitchfork Media le dio el tercer lugar, solo detrás de «Crazy in Love» de Beyoncé y «Hey Ya!» de Outkast. El portal Complex, escogió entre diez temas del cantante a la canción en el primer lugar, El tabloide Yahoo!. PopDust, presentó las 147 canciones de Justin Timberlake, en orden de peor a mejor, donde el tema figuró en el séptimo lugar. El portal web Aol.com, ubicó el tema en el primer lugar entre las diez mejores canciones del artista, donde alaba su voz en el sencillo. La página web del canal de entretenimiento, E!, destacó el tema entre diez de su repertorio y lo posicionó en el segundo lugar. El portal web Celebrity Cafe, escogió las diez canciones más reconocidas del cantante, donde figura el tema. Asimismo Larry Cooder de Yahoo!, escogió el tema entre el amplio repertorio del cantante y citó: «Un gran primer sencillo de Justified que habla de la ruptura y de seguir adelante». Para el conteo de VH1 entre las veinte mejores canciones del artista, el tema fue escogido en el primer lugar. El portal E! Online, le otorgó el segundo lugar entre diez canciones del artista. AOL Radio hizo un conteo de los diez temás más importantes de Timberlake, la lista concluyó en el primer lugar con el tema.
El sencillo ganó un premio Grammy en el 2004, en la categoría de mejor interpretación vocal pop masculina. El tema fue nominado a canción del año en los MTV Europe Music Awards 2003, resultando ganadores la cantante Beyoncé y Jay Z con el tema «Crazy in Love».

## Vídeo musical

### Idea y producción

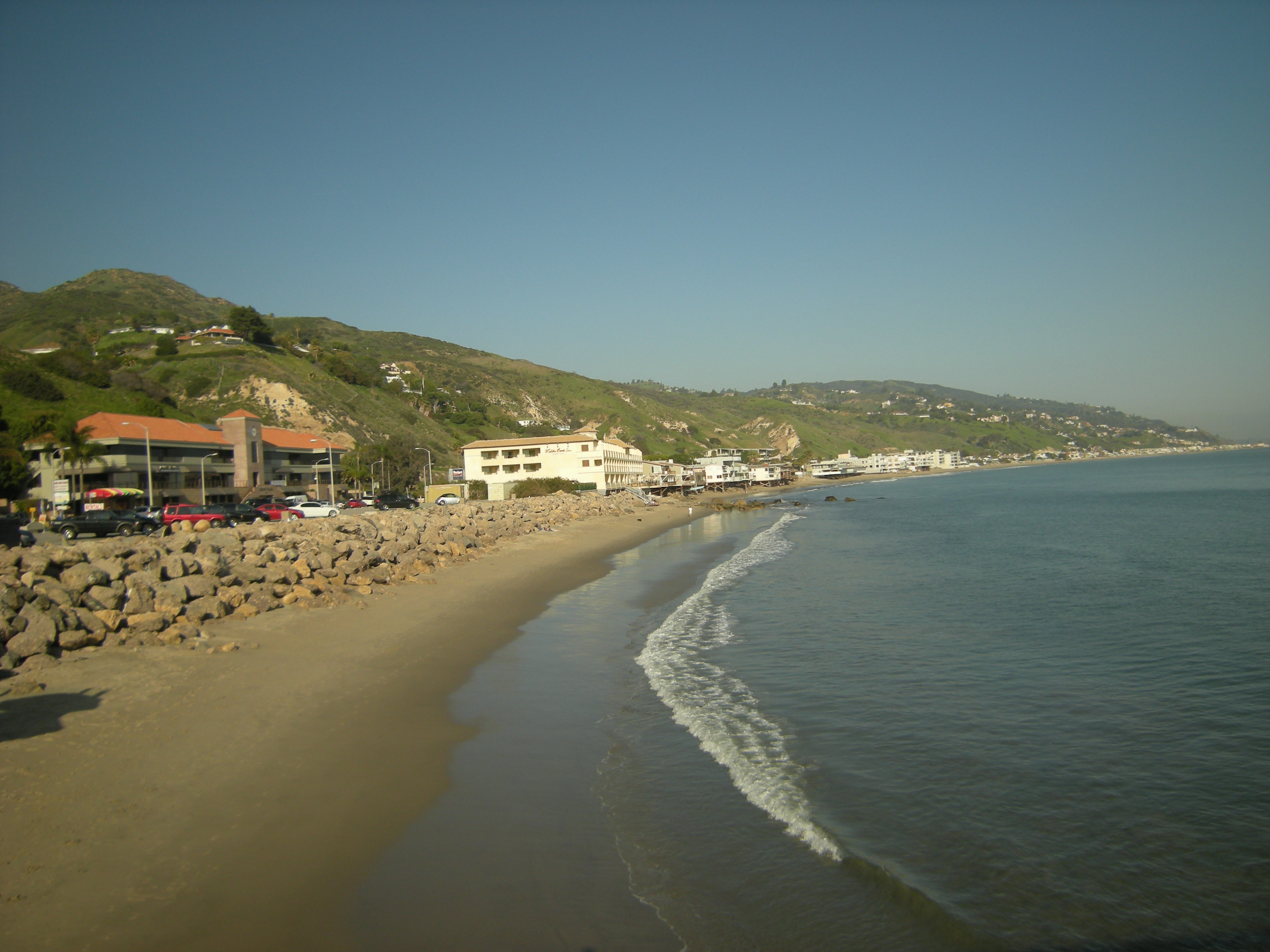
La costa de Malibú, lugar donde transcurre la trama del vídeo.

El vídeo musical de «Cry Me a River» fue dirigido por Francis Lawrence, en Malibú, California, w 22-24 abril 2002, Lawrence creó el concepto del vídeo y dijo a MTV News que, «[Justin y él] tenían una conversación por teléfono y todo lo que él le dijo fue que quería tener un poco de baile en el mismo, sino a hacer lo mío. Él me dijo lo que trataba la canción, pero en un [modo general]. Sólo dijo que era una canción de despedida y así que se me ocurrió esta idea y fui por ello». Lawrence agregó que también incluyó algunos detalles en el vídeo, incluyendo una referencia al tatuaje de Spears, que Timberlake disfrutaba. Explicó que ambos no mencionaron nombres al crear el vídeo, sólo discutieron ritmos generales de la canción. Lawrence también reveló que los ejecutivos de Jive Records estaban nerviosos acerca de algunos aspectos de la trama del vídeo, tales como la representación de Timberlake como un vouyerista y el tono de algunas escenas en donde aparecía con una chica. «Eso fue lo que más me gustó de este proyecto, era que él venía con una imagen muy de corte limpio con 'N Sync, él es un buen tipo y muy guapo y lo que yo iba a hacer le hacía tener un poco de miedo, acechar alrededor de la casa bajo la lluvia, tirar una piedra por la ventana, hacer de un Tom espiando, vengarse y hacer cosas que en realidad no es lo que hace un buen tipo». El video musical de «Cry Me a River» fue lanzado en iTunes Store el 28 de abril de 2003.

### Argumento
El vídeo comienza con una mujer rubia, interpretada por la modelo y actriz Lauren Hastings, (supuestamente personificando a Britney Spears), saliendo de su casa de la mano de un hombre no identificado. La pareja se va en el coche de la mujer, y Timberlake rueda por la ventana de un Porsche plateado, donde él y su amigo han estado observándola. Timberlake irrumpe en la casa después de lanzarle una piedra a la ventana, entra a la casa con saltos antigravedad y se desliza, no causa ningún otro daño visible, excepto cuando se ve dándole patadas a una fotografía de la mujer en la sala. Entonces él busca dentro de algunos cajones y encuentra una cámara de vídeo, mientras que el conductor del coche, Timbaland, le da señales a su cómplice quien se encuentra en el asiento trasero del auto, interpretada por la modelo Kiana Bessa, para que llegue hacía donde se encontraba Timberlake. Ella entra en la casa y se va con Timberlake a un dormitorio, donde comienza a desvestirse y a besarlo mientras este está filmando. Se quedan en la habitación por un momento, y luego la cómplice sale de la casa, pero Timberlake se queda. A medida que la mujer del inicio del vídeo regresa a casa, él la sigue a todas partes y se esconde en un armario mientras se ducha. Se acerca a ella y toca el cristal que rodea la ducha. La mujer rubia siente que hay alguien en la habitación y se da la vuelta, pero Timberlake ya no está allí. Ella sale del baño y se va a su habitación, donde se entera del vídeo que Timberlake realizó con su cómplice.

### Recepción
Peter Robinson de la revista NME escribió que el «vídeo muestra lo que Justin parece después de que ha tenido relaciones sexuales, pista: ...que se ve muy bien». De acuerdo con Virginia Heffernan de The New York Times, Timberlake canaliza el carácter de Neo —personaje de la serie de películas Matrix— estimulando con inquietud alrededor de interiores mojados y metálicos, por su parte Javier Blánquez de El Mundo, alaba el mismo aparte del vídeo: «movimientos a lo Matrix en "Cry Me A River" (vídeo en el que sirve fría su venganza contra Britney: una actriz caracterizada como su ex observa una grabación en la que Justin se enrolla con una morenaza escultural)». En la entrega de los MTV Video Music Awards 2003, el vídeo de «Cry Me a River», fue nominado a las categorías de vídeo del año, mejor dirección de vídeo, viewer choice, mejor vídeo masculino y mejor vídeo pop, pero solo ganó en las dos últimas mencionadas. Fernanda Quintero del sitio web Cosas.com, detalló del vídeo que «[Timberlake] inteligentemente capitalizó esa retirada como una víctima en el vídeo de "Cry me a river"».
Después del lanzamiento del vídeo musical, Us Weekly publicó un artículo en su portada titulado Britney vs. Justin: The War Is On, (en español: Britney vs. Justin: La guerra ha empezado), Timberlake negó que el vídeo fue inspirado por Spears, diciendo: «El vídeo no se trata de ella. El vídeo es acerca de mí». Sin embargo, Spears dijo a la revista Rolling Stone en octubre de 2003 que había recibido una llamada de Timberlake diciendo que quería volver con ella y que [ella] aparecía en un vídeo musical suyo. Ella dice que él la tranquilizó diciendo: «No te preocupes por eso. No es un gran problema». Spears, quien no había visto el vídeo, expresó que ella le permitió hacerlo, pero se enfureció después de verlo. Recordó que cuando ella le preguntó por qué hizo un vídeo de ella, respondió: «Bueno, tengo un vídeo controversial». Ella declaró que se trataba de un gran truco publicitario, al comentar: «Así que consiguió lo que quería. Creo que se ve como un intento desesperado, personalmente». Andrea Sepúlveda del portal de noticias web Guioteca, analizó el vídeo y concluyó que la actriz del corto, con rasgos parecidos a los de Spears, hacen pensar que esta le fue infiel. El vídeo fue número uno por varias semanas en el programa Total Request Live de MTV. Después del lanzamiento del vídeo del tema de Spears «Toxic» (2003), Jennifer Vineyard de MTV News «dijo que su vídeo [hace] que "Cry Me a River" parezca un juego de niños». El canal de televisión MuchMusic le otorgó al vídeo de la canción el puesto 16 entre los «50 mejores vídeos del milenio». El tabloide Swagga Music, con motivo del lanzamiento del álbum The 20/20 Experience hizo un conteo de los diez mejores vídeos del artista, donde «Cry Me a River», ocupó el tercer lugar.

## Presentaciones en directo y versiones de otros artistas
Timberlake interpretó «Cry Me a River» por primera vez en la 13º entrega anual de los Billboard Music Awards, celebrada el 9 de diciembre de 2002 en el MGM Grand Garden Arena de Las Vegas; estuvo acompañado por una sección de cuerdas y un coro de 20 integrantes. Formó parte del repertorio de la primera gira mundial del cantante, Justified World Tour, realizada entre mayo de 2003 a junio de 2004; posteriormente, se incluyó en el álbum en directo Justin Timberlake: Live from London. También fue incluida como la octava canción en Justified and Stripped Tour (2003), gira realizada junto con Christina Aguilera, y como la decimocuarta en FutureSex/LoveShow (2007). En esta última, la presentación figuró en el DVD FutureSex/LoveShow: Live from Madison Square Garden, grabado en Nueva York el 16 de agosto de 2007.. El 23 de octubre de 2010, mientras el cantante actuaba en el concierto benéfico anual «Justin Timberlake and Friends» en Las Vegas, comenzó el concierto con una presentación «corta y sensual» de la canción, seguida del «clásico» de Bill Withers, «Ain't No Sunshine» (1971). Luego siguió con «Cry Me a River» y después versionó el tema «Over» (2010), del rapero Drake. Jillian Mapes, de Billboard, la describió como «totalmente encantadora en una manera natural». Tres años después, la cantó en el concierto de fin de semana del Super Bowl 2013, celebrado el 2 de febrero de 2013 en Nueva Orleans, Luisiana. En la 30º entrega anual de los MTV Video Music Awards, realizada el 25 de agosto de 2013, Timberlake interpretó «Cry Me a River» junto con un popurrí de otros temas del cantante, tales como «Take Back the Night», «SexyBack», «Like I Love You», «My Love», «Señorita» y «Rock Your Body». El tema fue incluido en el repertorio de las giras Legends of the Summer Stadium Tour (2013), realizada junto al rapero Jay-Z, y en The 20/20 Experience World Tour (2013-14), ambas como parte de la promoción de los álbumes de Timberlake, The 20/20 Experience y The 20/20 Experience (2 of 2).
Tras su lanzamiento, numerosos artistas versionaron «Cry Me a River». Por ejemplo, la banda de metal alternativo galés Lostprophets incluyó una versión de la canción, grabada en una sesión de la BBC Radio 1; posteriormente, se la incluyó como lado B del sencillo «Last Train Home», lanzado en 2004.. Los integrantes de los grupos New Found Glory y Ten Masked Men también grabaron una versión del tema. La cantautora estadounidense Taylor Swift realizó una versión del tema en Memphis, Tennessee, como parte de la gira Speak Now World Tour (2009-10). Los cantantes Justin Bieber y Cody Simpson publicaron en su cuenta de YouTube un cover del tema, y la banda de rock canadiense The Cliks lo grabó para su álbum Snakehouse (2007). La cantante británica Leona Lewis la presentó durante el debut de su gira The Labyrinth Tour (2010), mientras que la artista Kelly Clarkson la cantó el 1 de septiembre de 2012, como una solicitud de un espectador en el concierto de Tinley Park, Illinois, durante la gira 2012 Summer Tour. El dúo de indie pop Jack and White grabó una versión para su EP Undercover (2012). La banda británica Coldplay reveló que el sencillo fue una inspiración para el sonido de la batería de su canción «Lost!» (2008). En enero de 2013, Selena Gomez interpretó una versión acústica de «Cry Me a River» en el concierto caritativo de Unicef, realizado en la ciudad de Nueva York. En 2018, Rosalía publica un remake de la canción, titulado "Bagdad".

## Lista de canciones y formatos
- Sencillo de 12"

| Sencillo de 12" — Estados Unidos |                                                       |          |  |
| N.º                              | Título                                                | Duración |  |
| 1.                               | «Cry Me A River» (Dirty Vegas Vocal Mix)              | 8:11     |  |
| 2.                               | «Cry Me A River» (Dirty Vegas Dub)                    | 7:39     |  |
| 3.                               | «Cry Me A River» (Johnny Fiasco's Electric Karma Mix) | 7:51     |  |
| 4.                               | «Cry Me A River» (Bill Hamel Justinough Vocal Mix)    | 7:43     |  |

| Sencillo de 12" — Reino Unido |                                             |          |  |
| N.º                           | Título                                      | Duración |  |
| 1.                            | «Cry Me A River» (Dirty Vegas Vocal Mix)    | 8:11     |  |
| 2.                            | «Cry Me A River» (Dirty Vegas Dub)          | 7:39     |  |
| 3.                            | «Like I Love You» (Basement Jaxx Vocal Mix) | 6:04     |  |
| 4.                            | «Like I Love You» (Deep Dish ZigZag Remix)  | 9:40     |  |

- Maxi sencillo

| Maxi sencillo en CD — Estados Unidos. |                                             |          |  |
| N.º                                   | Título                                      | Duración |  |
| 1.                                    | «Cry Me A River» (versión del álbum)        | 4:48     |  |
| 2.                                    | «Cry Me A River» (instrumental)             | 4:47     |  |
| 3.                                    | «Cry Me A River» (Dirty Vegas Vocal Mix)    | 8:11     |  |
| 4.                                    | «Cry Me A River» (Junior's Earth Club Mix)  | 6:43     |  |
| 5.                                    | «Like I Love You» (Basement Jaxx Vocal Mix) | 6:04     |  |
| 6.                                    | «Like I Love You» (Deep Dish Zigzag Remix)  | 9:40     |  |

| Maxi sencillo en CD — Europa |                                             |          |  |
| N.º                          | Título                                      | Duración |  |
| 1.                           | «Cry Me A River» (versión del álbum)        | 4:49     |  |
| 2.                           | «Cry Me A River» (Dirty Vegas Vocal Mix)    | 8:11     |  |
| 3.                           | «Cry Me A River» (Bill Hamel Vocal Remix)   | 7:43     |  |
| 4.                           | «Like I Love You» (Basement Jaxx Vocal Mix) | 6:04     |  |

| Maxi sencillo en CD — Australia y Nueva Zelanda |                                             |          |  |
| N.º                                             | Título                                      | Duración |  |
| 1.                                              | «Cry Me a River» (Johnny Fiasco Vocal)      | 7:51     |  |
| 2.                                              | «Like I Love You» (Basement Jaxx Vocal Mix) | 6:04     |  |
| 3.                                              | «Like I Love You» (Deep Dish Zigzag Remix)  | 9:40     |  |

| Maxi sencillo en CD — Reino Unido |                                                           |          |  |
| N.º                               | Título                                                    | Duración |  |
| 1.                                | «Cry Me A River» (Dirty Vegas Vocal Mix)                  | 8:11     |  |
| 2.                                | «Cry Me A River» (Bill Hamel Vocal Remix)                 | 7:43     |  |
| 3.                                | «Cry Me A River» (Johnny Fiasco Vocal)                    | 7:51     |  |
| 4.                                | «Cry Me A River» (J-Groove And Ludikris' "Duality" Remix) | 7:30     |  |
| 5.                                | «Like I Love You» (Basement Jaxx Vocal Mix)               | 6:04     |  |

- Sencillo en CD

| Sencillo en CD — Europa |                                      |          |  |
| N.º                     | Título                               | Duración |  |
| 1.                      | «Cry Me a River» (versión del álbum) | 4:48     |  |

| Sencillo en CD — Reino Unido |                                             |          |  |
| N.º                          | Título                                      | Duración |  |
| 1.                           | «Cry Me A River» (Johnny Fiasco Vocal)      | 6:43     |  |
| 2.                           | «Like I Love You» (Basement Jaxx Vocal Mix) | 6:04     |  |
| 3.                           | «Like I Love You» (Deep Dish Zigzag Remix)  | 7:06     |  |

| Sencillo en CD — Australia, Nueva Zelanda y el Reino Unido |                                          |          |  |
| N.º                                                        | Título                                   | Duración |  |
| 1.                                                         | «Cry Me A River» (versión del álbum)     | 4:49     |  |
| 2.                                                         | «Cry Me A River» (Dirty Vegas Vocal Mix) | 8:12     |  |
| 3.                                                         | «Cry Me A River» (Bill Hamel Vocal Mix)  | 7:47     |  |
| 4.                                                         | «Cry Me A River» (vídeo musical)         | 4:51     |  |

| Sencillo en CD — Francia |                                      |          |  |
| N.º                      | Título                               | Duración |  |
| 1.                       | «Cry Me A River» (versión del álbum) | 4:48     |  |
| 2.                       | «Cry Me A River» (instrumental)      | 4:49     |  |

## Posicionamiento en listas y certificaciones
| País (Lista 2002)                        | Mejor posición |
| ---------------------------------------- | -------------- |
| Estados Unidos (Billboard Hot 100)       | 29             |
| Estados Unidos (Hot R&B/Hip-Hop Songs)   | 75             |
| Estados Unidos (Pop Songs)               | 13             |
| País (Lista 2003)                        | Mejor posición |
| Alemania                                 | 13             |
| Australia                                | 2              |
| Austria                                  | 29             |
| Bélgica Flandes                          | 7              |
| Bélgica Valonia                          | 5              |
| Dinamarca                                | 11             |
| Estados Unidos (Billboard Hot 100)       | 3              |
| Estados Unidos (Hot R&B/Hip-Hop Songs)   | 11             |
| Estados Unidos (Hot R&B/Hip-Hop Airplay) | 13             |
| Estados Unidos (Pop Songs)               | 3              |
| Estados Unidos (Radio Songs)             | 3              |
| Estados Unidos (Rhythmic Songs)          | 9              |
| Finlandia                                | 19             |
| Francia                                  | 6              |
| Irlanda                                  | 6              |
| Italia                                   | 14             |
| Noruega                                  | 10             |
| Nueva Zelanda                            | 11             |
| Países Bajos                             | 6              |
| Reino Unido                              | 2              |
| Rumania                                  | 16             |
| Suecia                                   | 10             |
| Suiza                                    | 20             |
| País (Lista 2008)                        | Mejor posición |
| Reino Unido                              | 91             |

| País (Lista 2003)                      | Posición |
| -------------------------------------- | -------- |
| Bélgica Flandes                        | 60       |
| Bélgica Valonia                        | 33       |
| Estados Unidos (Hot R&B/Hip-Hop Songs) | 75       |
| Francia                                | 50       |
| Países Bajos                           | 61       |
| Suecia                                 | 72       |

| País (organismo certificador) | Certificación | Ventas certificadas |
| ----------------------------- | ------------- | ------------------- |
| Australia (ARIA)              | Oro           | 35 000              |
| Francia (SNEP)                | Plata         | 125 000             |

## Créditos y personal
Grabación y mezcla
- Grabado en Westlake Recording Studios, Los Ángeles, California
- Mezclado en Manhattan Center Studios, ciudad de Nueva York, Nueva York
- Secuencias grabadas en The Studio, Filadelfia, Pensilvania.

Personal
- Voz: Justin Timberlake.
- Composición: Justin Timberlake, Timothy Mosley y Scott Storch.
- Producción: Timbaland.
- Grabación: Senator Jimmy D.
- Masterización: Herb Powers Jr.
- Asistencia de ingeniería: Carlos «Storm» Martinez.
- Mezcla: Jimmy Douglass y Timbaland.
- Asistencia de mezcla: «Steamy».
- Arreglo de cuerdas y dirección de orquesta: Larry Gold.
- Corista: Justin Timberlake, Timbaland, Marsha Ambrosius, Tyrone Tribbett y Greater Anointing.
- Clavinet: Scott Storch.
- Guitarra: Scott Storch.
- Arreglo vocal: Justin Timberlake.
- Fotografía: Steven Klein.
- Administración: Lynn & Paul Harless.
- Compañía discográfica: Jive Records.

Fuentes: Discogs y notas del disco Justified.

## Historial de lanzamientos
| País           | Fecha                   | Formato                       | Discográfica | Ref.          |
| -------------- | ----------------------- | ----------------------------- | ------------ | ------------- |
| Estados Unidos | 25 de noviembre de 2002 | Radio contemporáneo y rítmico | Jive Records | [ 38 ] [ 39 ] |
| Alemania       | 23 de diciembre de 2002 | Vinilo de 12"                 | Jive Records | =             |
| Estados Unidos | 23 de diciembre de 2002 | Vinilo de 12"                 | Jive Records | .             |
| Estados Unidos | 5 de noviembre de 2003  | Radio urban                   | Jive Records | [ 42 ]        |
| Alemania       | 27 de enero de 2003     | Maxi sencillo                 | RCA Records  | [ 43 ]        |
| Reino Unido    | 3 de febrero de 2003    | Maxi sencillo, vinilo de 12"  | RCA Records  | =             |
| Estados Unidos | 18 de febrero de 2003   | Maxi sencillo                 | Jive Records | [ 46 ]        |
| Francia        | 31 de marzo de 2003     | Sencillo en CD, maxi sencillo | Jive Records | =             |